# Sonia Ejdelman
Sonia Ejdelman – polska aktorka żydowskiego pochodzenia, która zasłynęła głównie z ról w przedwojennych żydowskich filmach i sztukach teatralnych w języku jidysz, np. Mirełe Efros.

## Filmografia
- 1912: Mirełe Efros